# Mademoiselle Dudlay
Adeline Élie Françoise Dulait dite Mademoiselle Dudlay ou Adeline Dudlay, née le 22 avril 1858 à Bruxelles et morte à Paris 1er le 14 novembre 1934, est une actrice franco-belge, sociétaire de la Comédie-Française.

## Éléments biographiques
Adeline Élie Françoise Dulait nait à Bruxelles, le 22 avril 1858. Fille naturelle, son père magistrat ne souhaite pas la reconnaître, elle portera donc le nom de sa mère, Clotilde Dulait. En 1867, elle entre au Conservatoire de Bruxelles. Sa maman ne voit pas cela d'un bon œil mais elle a le soutien du directeur, François Gevaert. Elle y suit l'enseignement de Jeanne Tordeus qui la présente au directeur de la Comédie-française, Émile Perrin.
Le 3 janvier 1876, sa maman meurt. Elle obtient la même année son diplôme de capacité au conservatoire de Bruxelles avec la plus grande distinction. En mai 1876, elle signe à la Comédie-française et se produit pour la première fois à Paris en septembre. Elle y fera une carrière de tragédienne complète, interprétant Pierre Corneille, Jean Racine, Victor Hugo mais également des auteurs contemporains.
Le 1er janvier 1883, elle est nommée sociétaire de la Comédie-Française. Le 8 mars 1900, un incendie ravage le Théâtre-Français. Jane Henriot y trouve la mort, Adeline Dudlay est sauvée des flammes par les pompiers de Paris.
Elle prend sa retraite en 1909 et joue sa dernière pièce au Théâtre-Français en avril 1909. Elle se retire ensuite dans la Manche au hameau de Landemer (commune de La Hague) où, fuyant les mondanités, elle sombre dans l'oubli. Elle reçoit fréquemment son ancienne professeure devenue amie, Jeanne Tordeus. Elle entreprend d'écrire ses mémoires avec l'aide de son neveu, le poète Charles Dulait, mais le projet n'aboutit pas en raison du décès de ce dernier survenu en 1911. Adeline Dudlay meurt à Paris, le 14 novembre 1934. Elle repose au Père Lachaise (95e division),.

## Théâtre

### Carrière à la Comédie-Française
Mai 1876 : Entrée à la Comédie-Française.
1er janvier 1883 : Nommée 311e sociétaire
1908 : Départ en retraite.
- 1877 : Andromaque de Jean Racine : Hermione
- 1878 : Britannicus de Jean Racine : Junie
- 1880 : Iphigénie de Jean Racine : Eriphile
- 1881 : Phèdre de Jean Racine : Phèdre
- 1882 : Mithridate de Jean Racine : Phoedime
- 1883 : Le Supplice d'une femme d'Émile de Girardin et Alexandre Dumas : Mathilde
- 1885 : Le Cid de Pierre Corneille : Chimène
- 1887 : Bajazet de Jean Racine : Roxane
- 1888 : Mithridate de Jean Racine : Monime
- 1892 : Athalie de Jean Racine : Athalie
- 1893 : La Reine Juana d'Alexandre Parodi : Doña Juana
- 1896 : Hernani de Victor Hugo : Doña Sol
- 1902 : Rome vaincue d'Alexandre Parodi : Pasthumia
- 1904 : Britannicus de Jean Racine : Agrippine
- 1904 : Hamlet de William Shakespeare, adaptation d'Alexandre Dumas et de Paul Meurice : Gertrude
- 1906 : Nicomède de Pierre Corneille, mise en scène Eugène Silvain : Arsinoé
- 1907 : Électre de Sophocle : Clytemnestre

### Hors Comédie-Française
- 1911 : Le Martyre de Saint-Sébastien de Gabriele D'Annunzio, théâtre du Châtelet

## Galerie

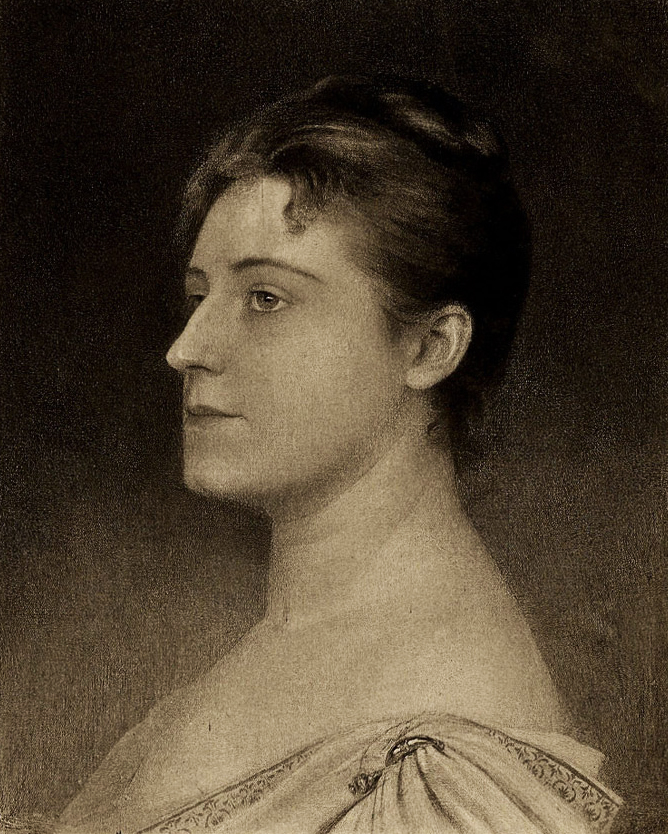
Adeline Dudlay par Louis-Maurice Boutet de Monvel
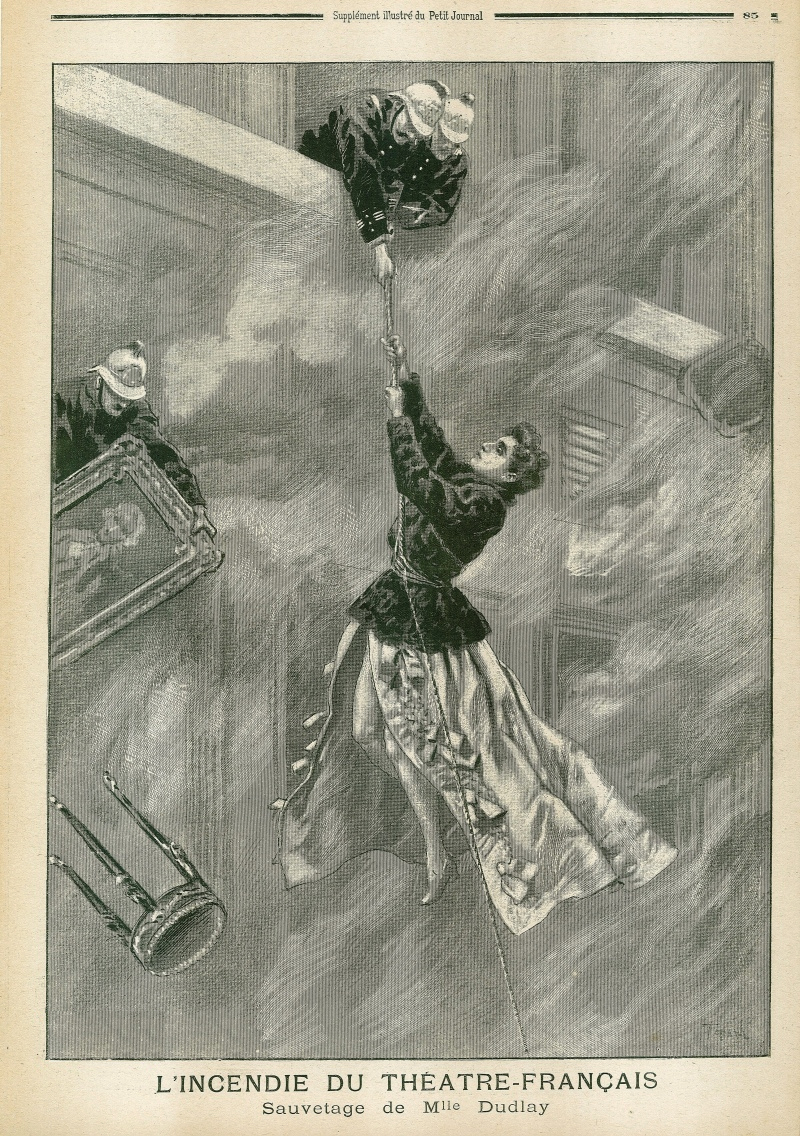
Adeline Dudlay sauvée des flammes en 1900 (supplément illustré du Petit Journal)
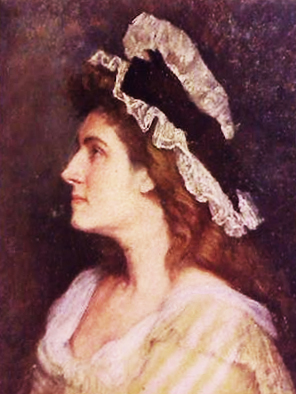
Page de couverture du supplément illustré de Comœdia